# Canottaggio ai Giochi della XXVI Olimpiade
Le gare di canottaggio ai Giochi della XXVI Olimpiade si sono svolte al Lago Lanier in Georgia, Stati Uniti dal 21 al 28 luglio 1996.

## Podi

### Uomini
| Evento                                | Oro | Perform. | Argento | Perform. | Bronzo | Perform. |
| ------------------------------------- | --- | -------- | --- | -------- | --- | -------- |
| Singolo (dettagli)                    | Xeno Müller | 6'44"85  | Derek Porter | 6'47"45  | Thomas Lange | 6'47"72  |
| Due di coppia (dettagli)              | Italia Agostino Abbagnale Davide Tizzano | 6'16"68  | Norvegia Steffen Størseth Kjetil Undset | 6'18"42  | Francia Frederic Kowal Samuel Barathay | 6'19"85  |
| Due di coppia pesi leggeri (dettagli) | Svizzera Michael Gier Markus Gier | 6'23"47  | Paesi Bassi Maarten Van Der Linden Pepijn Aardewijn | 6'26"48  | Australia Bruce Hick Anthony Edwards | 6'26"69  |
| Due senza (dettagli)                  | Gran Bretagna Steve Redgrave Matthew Pinsent | 6'20"09  | Australia David Weightman Robert Geoffrey Scott | 6'21"02  | Francia Michel Andrieux Jean Christophe Rolland | 6'22"15  |
| Quattro di coppia (dettagli)          | Germania Andreas Hajek Stephan Volkert Andre Steiner Andre Willms                                                                                         | 5'56"93  | Stati Uniti Tim Young Eric Mueller Brian Jamieson Jason Gailes                                                                                           | 5'59"10  | Australia Janusz Hooker Boden Joseph Hanson Duncan Free Ronald Snook | 6'01"65  |
| Quattro senza (dettagli)              | Australia Nicholas Green Drew Ginn James Tomkins Mike McKay                                                                                               | 6'06"37  | Francia Bertrand Vecten Olivier Moncelet Daniel Fauche Giles Bosquet                                                                                     | 6'07"03  | Gran Bretagna Gregory Searle Jonathan William Searle Rupert John Obholzer Tim James Foster                                                                                   | 6'07"28  |
| Quattro senza pesi leggeri (dettagli) | Danimarca Victor Feddersen Niels Henriksen Thomas Poulsen Eskild Ebbesen                                                                                  | 6'09"58  | Canada Brian Peaker Jeffrey Lay Dave Boyes Gavin Hassett                                                                                                 | 6'10"13  | Stati Uniti Marc Schneider Jeff Pfaendtner David Collins William Carlucci | 6'12"29  |
| Otto (dettagli)                       | Gran Bretagna Koos Maasdijk Ronald Florijn Jeroen Duyster Michiel Bartman Henk-Jan Zwolle Niels van der Zwan Niels van Steenis Diederik Simon Nico Rienks | 5'42"74  | Paesi Bassi Mark Kleinschmidt Detlef Kirchhoff Wolfram Huhn Roland Baar Marc Weber Ulrich Viefers Peter Thiede Thorsten Streppelhoff Frank Joerg Richter | 5'44"58  | Stati Uniti Pavel Melnikov Andrey Glukhov Anton Chermashentsev Aleksandr Luk'janov Nikolay Aksyonov Dmitriy Rozinkevich Sergeij Matveyev Roman Monchenko Vladimir Volodenkov | 5'45"77  |

### Donne
| Evento                                | Oro | Perform. | Argento | Perform. | Bronzo | Perform. |
| ------------------------------------- | --- | -------- | --- | -------- | --- | -------- |
| Singolo (dettagli)                    | Ekaterina Karsten | 7'32"31  | Silken Laumann | 7'35"15  | Trine Hansen | 7'37"20  |
| Due di coppia (dettagli)              | Canada Kathleen Heddle Marnie McBean | 6'56"84  | Cina Xiuyun Zhang Mianying Cao | 6'58"35  | Paesi Bassi Irene Eijs Eeke van Nes | 6'58"74  |
| Due di coppia pesi leggeri (dettagli) | Romania Camelia Macoviciuc Constanța Burcică                                                                                                 | 7'12"78  | Stati Uniti Teresa Z. Bell Lindsay Burns | 7'14"65  | Australia Virginia Lee Rebecca Joyce | 7'16"56  |
| Due senza (dettagli)                  | Australia Megan Leanne Still Kate Elizabeth Slatter                                                                                          | 7'01"39  | Stati Uniti Missy Schwen Karen Kraft | 7'01"78  | Francia Christine Gosse Helene Cortin | 7'03"82  |
| Quattro di coppia (dettagli)          | Germania Katrin Rutschow-Stomporowski Jana Sorgers Kerstin Köppen Kathrin Boron                                                              | 6'27"74  | Ucraina Svetlana Maziy Diana Miftakhutdinova Inna Frolova Olena Ronzhina                                                                                      | 6'30"36  | Canada Laryssa Biesenthal Diane O'Grady Kathleen Heddle Marnie McBean | 6'30"38  |
| Otto (dettagli)                       | Romania Liliana Gafencu Veronica Cochelea Elena Georgescu Anca Tănase Doina Spîrcu Mărioara Popescu Ioana Olteanu Elisabeta Lipă Doina Ignat | 6'19"73  | Canada Anna Van Der Kamp Tosha Tsang Lesley Allison Thompson Emma Robinson Jessica Monroe Heather McDermid Maria Maunder Theresa Luke Alison Korn Kristen Kit | 6'24"05  | Bielorussia Yelena Mikulich Marina Znak Natalya Volchek Natalia Stasyuk Tamara Davydenko Valentina Skrabatun Natalya Lavrinenko Yaroslava Pavlovich Aljaksandra Pan'kina | 6'24"44  |

## Medagliere
| Pos.   | Paese         | Oro | Argento | Bronzo | Totale |
| ------ | ------------- | --- | ------- | ------ | ------ |
| 1      | Australia     | 2   | 1       | 3      | 6      |
| 2      | Germania      | 2   | 1       | 1      | 4      |
| 3      | Romania       | 2   | 0       | 0      | 4      |
| 3      | Svizzera      | 2   | 0       | 0      | 4      |
| 5      | Canada        | 1   | 4       | 1      | 6      |
| 6      | Paesi Bassi   | 1   | 1       | 1      | 3      |
| 7      | Bielorussia   | 1   | 0       | 1      | 2      |
| 7      | Danimarca     | 1   | 0       | 1      | 2      |
| 7      | Gran Bretagna | 1   | 0       | 1      | 2      |
| 10     | Italia        | 1   | 0       | 0      | 1      |
| 11     | Stati Uniti   | 0   | 3       | 1      | 4      |
| 12     | Francia       | 0   | 1       | 3      | 4      |
| 13     | Cina          | 0   | 1       | 0      | 1      |
| 13     | Norvegia      | 0   | 1       | 0      | 1      |
| 13     | Ucraina       | 0   | 1       | 0      | 1      |
| 14     | Russia        | 0   | 0       | 1      | 1      |
| Totale | Totale        | 14  | 14      | 14     | 42     |